# لوسيمي كارابويه
لوسيمي كارابويه (بالفرنسية: Lossémy Karaboué) (18 مارس 1988 في باريس) لاعب كرة قدم فرنسي يلعب حاليا لصالح نادي الدرجة الثانية سيدان الفرنسي في مركز الجناح .

## المسيرة الرياضية
بدأ كارابويه مسيرته الرياضية في أكاديمية نادي ليون للناشئين سنة 2004 وشارك مع الفريق الرديف في دوري الدرجة الأولى للهواة . في صيف سنة 2007 وافق على الانتقال إلى نادي سيدان حيث شارك في أول مباراة رسمية أمام نادي غينغان بالحلول بديلا في 29 أغسطس 2008 وانتهت المباراة بالتعادل 1-1 . في المباريات الخمس التالية شارك أساسيا ولكنه فشل في تقديم أداء عالي المستوى ولذلك تم ارجاعه إلى مقاعد البدلاء .

## روابط خارجية
- لوسيمي كارابويه على موقع قاعدة بيانات كرة القدم.إي يو (الإنجليزية)
- لوسيمي كارابويه على موقع ليكيب (الفرنسية)
- لوسيمي كارابويه على موقع Soccerway.com (الإنجليزية)
- لوسيمي كارابويه على موقع عالم كرة القدم.نت (الإنجليزية)
- لوسيمي كارابويه على موقع AS.com (الإسبانية)